# Завичајни музеј Петровац на Млави
Завичајни музеј Петровац на Млави је установа културе комплексног типа чија је основна делатност: истраживање, прикупљање, чување, сређивање, проучавање, излагање и стручно обрађивање културних добара од значаја за представљање и проучавање прошлости општине Петровац на Млави.

## Историја
Завичајни музеј Петровац на Млави основан је 1998/99. године. Поред богатог културно-историјског наслеђа из праисторије, антике, средњег века, као и разноврсне етнографске грађе, на формирање Завичајног музеја пресудан утицај имала су вишегодишња ископавања на локалитету Беловоде код Великог Лаола. Истраживања су 1994. године започели Народни музеј из Београда и Народни музеј из Пожаревца у оквиру научно-истраживачког пројекта „Археометалургија винчанске културе”.
Музеј је основала СО Петровац на иницијативу групе грађана која је у периоду од 1996. до 1998. године у неколико наврата подносила СО Петровац, најпре Захтев-Предлог да СО Петровац донесе Одлуку о оснивању, а затим и Предлог за оснивачки статут Завичајног музеја у оснивању. Убрзо затим, 1998/99. долази до оснивања Завичајног музеја и регистрације у Привредном суду у Пожаревцу.
Током 2003. године, Музеј добија део простора у високом приземљу репрезентативног здања „Старе поште”, које се налази у ужем центру града. Зграда припада јединственом архитектонском комплексу „Начелства” и као непокретно културно добро, под заштитом је Регионалног завода за заштиту споменика културе у Смедереву.

## Музеј данас
Током досадашњег рада Завичајног музеја, формиране су следеће збирке: археолошка, етнолошка, историјска, ликовна и нумизматичка. Збирке су мањег обима, али се сукцесивно увећавају захваљујући археолошким ископавањима локалитета Беловоде, повременом раду Ликовне колоније, поклонима и, ређе откупом.
Путем размене са другим музејима и сродним установама културе, као и поклонима појединаца, оформљена је и музејска библиотека.
На годишњем нивоу у просеку се организује десетак изложби. Успостављена је сарадња са другим музејима и сродним установама културе. Најзаступљеније су изложбе ликовних и примењених уметности. Такође, музеј је у два наврата организовао мини фестивал етно-филма и вече археолошког филма.
Издавачка делатност Завичајног музеја није заживела, али све изложбе у Галерији музеја пропраћене су каталошком публикацијом.

## Беловоде – археолошка поставка
Стална поставка Завичајног музеја Петровац на Млави обухвата репрезентативне археолошке налазе са винчанског насеља Беловоде (5400-4600. година старе ере). Археолошка истраживања на локалитету Беловоде код Петровца на Млави одвијају се непрекидно од 1994. године. За две деценије рада на терену откривено је више стамбених и других помоћних објеката, а прикупљен је бројан и разноврстан археолошки материјал. Изложба покретних археолошких налаза са Беловода обухвата предмете за свакодневну употребу: керамичке посуде, коштане предмете, алатке од камена и кремена, затим предмете ритуалног карактера: антропоморфне и зооморфне фигурине, привеске – амулете, неке типове посуда коришћених у ритуалне сврхе и слично. У контексту примарне металургије бакра, истакнут је значај овог археолошког налазишта као најстаријег рударског и металуршког центра на Балкану.

## Галерија
Стална поставка